# Giovanni Martini (militare)
Giovanni Crisostomo Martini, noto negli Stati Uniti d'America anche come Giovanni Martino o John Martin (Sala Consilina, 28 gennaio 1852 – New York, 24 dicembre 1922), è stato un patriota e militare italiano naturalizzato statunitense, noto per essere l'unico sopravvissuto della colonna di Custer alla battaglia del Little Bighorn.

## Biografia

### Le origini e la carriera militare
Le scarse notizie biografiche sui primi anni di vita di Giovanni Martini crearono una sorta di contesa dei natali tra il comune salernitano di Sala Consilina e quello imperiese di Apricale. Secondo alcuni ricercatori la figura del futuro trombettiere era da ricercare nella persona di Giovanni Battista Martini, nato ad Apricale nel 1853 dai genitori Giacomo e Giovanna Barberis, mentre un'altra fronte di storici sosteneva la tesi delle origini salesi del Martini identificandolo con un certo Giovanni Crisostomo Martini, un trovatello nato nel 1852 e lasciato nella ruota dei reietti. C'è da dire, inoltre, che negli anni altre località del nord Italia hanno rivendicato la natalità del combattente, in quanto il cognome Martini, largamente diffuso in questa zona geografica, poteva essere associato ad altrettanti omonimi nati tra il 1851 e il 1853, tuttavia è stato accertato che la sua nascita avvenne a Sala Consilina il 28 gennaio 1852.
Abbandonato alla nascita, verrà portato alla ruota e registrato dal sindaco Fedele Allegrio con il cognome Martini. Allevato dalla famiglia della balia Mariantonia Botta, giovanissimo, nel maggio del 1866, si arruolò come tamburino, nel Corpo Volontari Italiani di Giuseppe Garibaldi impegnato nella campagna bellica in Trentino, mentre l'anno successivo seguì nuovamente Garibaldi combattendo nella battaglia di Mentana. Sul passato garibaldino di Giovanni Martini non vi sono riscontri certi, anzi, per alcuni fu espulso dal Corpo Volontari Italiani nel corso della campagna del 1866 per furto e mercato nero.

### Soldato negli Stati Uniti d'America
Sbarcato a Castle Clinton a New York, il 1º giugno 1874, Giovanni Martini, dopo aver anglicizzato il nome in John Martin, si arruolò nell'esercito statunitense come trombettiere firmando una ferma di cinque anni, e fu assegnato allo squadrone H sotto il comando del capitano Frederich Benteen del 7º Reggimento cavalleggeri del tenente colonnello George Armstrong Custer. Dalle sue note personali matricolari risulta che era alto 1,68 m, aveva occhi marroni, capelli neri e carnagione scura. Soldato disciplinato e volenteroso, i commilitoni lo chiamavano "conzolino", per via della sua città natale.

### La battaglia del Little Bighorn
Il 25 giugno 1876 fu l'unico sopravvissuto della colonna di Custer nella celebre Battaglia del Little Bighorn, combattuta tra la cavalleria statunitense e i nativi americani, cioè i Sioux ed i Cheyenne di Toro Seduto e Cavallo Pazzo.
Custer, prima di attaccare il campo dei nemici con i suoi 242 cavalleggeri, ordinò a Giovanni Martini di correre a chiedere rinforzi alla colonna rimasta di retroguardia.
Il tenente William W. Cooke, per timore che il giovane ragazzo di lingua italiana non avesse ben capito il senso del messaggio, pensò di metterlo per iscritto su un foglietto: “Benteen. Come on. Big Village. Be Quick. Bring Packs. W.W. Cooke PS Bring pacs”, che tradotto in italiano significa “Benteen raggiungici. Un grande villaggio. Fai presto. Porta le salmerie. W. W. Cooke. P.S. Porta i rifornimenti”. Con salmerie si identificano sia lo squadrone agli ordini del tenente McDougall, che le salmerie e i rifornimenti stessi. Custer, resosi conto troppo tardi della propria schiacciante inferiorità numerica, cercò di accrescere le proprie file facendosi raggiungere da Benteen, ordinando a quest'ultimo di portare con sé non solo gli uomini di McDougall, ma anche i rifornimenti necessari ad una lunga resistenza.
John infilò il pezzo di carta nel guanto e partì in fretta. Mentre si allontanava velocemente avvertì le prime scariche di fucileria, dall'alto della collina vide sbucare gli indiani da ogni dove, sentì dietro di sé le grida dei guerrieri che lo avevano individuato e che cercavano di colpirlo. Si lanciò ventre a terra giù per il pendio e in poco più di un'ora riuscì a raggiungere il capitano Benteen, a cui consegnò il messaggio. L'impresa salvò la sua vita ma non quella del comandante, che fu trucidato con tutti i suoi uomini.
Martin fu tra la dozzina e più di italiani che parteciparono alla celeberrima battaglia: del reggimento di Custer fecero parte anche il nobile bellunese Carlo Di Rudio, il libraio genovese Agostino Luigi Devoto, il romano Giovanni Casella, il napoletano Francesco Lombardi, il torinese Felice Vinatieri, direttore della banda del reggimento, ed ancora Alessandro Stella, Giuseppe Tulo, Francesco Lambertini ed altri di cui si è oggi persa memoria.

### Gli ultimi anni e la morte
Tre anni dopo, il 7 ottobre del 1879, sposò Julia Higgins, diciannovenne di origine irlandese, da cui ebbe otto figli, il primo dei quali chiamato George in memoria di Custer. Continuamente intervistato da giornalisti e storici riguardo ai fatti del Little Big Horn, restò nel 7º Reggimento cavalleggeri fino al 1887. Promosso sergente fu trasferito in artiglieria, al 3º Reggimento, batteria G. Nel 1898 partecipò alla guerra ispano-statunitense per il possesso di Cuba.
Fu congedato il 7 gennaio 1904 con il grado di primo sergente maggiore. Gestì con la moglie un negozio di dolciumi nei pressi di un forte e poi fu impiegato come bigliettaio dalla metropolitana di New York presso la 103rd Street Station. Nel 1906 John e la moglie si separarono, e lui si recò presso una figlia che viveva a Brooklyn. Il 24 dicembre 1922 morì per delle complicazioni per le ferite riportate dopo che un camion lo aveva investito e fu sepolto 3 giorni dopo, il 27, nel Cimitero di Cypress Hills, sempre a Brooklyn.